# Harderwijk (Noord-Holland)
Harderwijk (Westfries: Hurderwìk) is een buurtschap in de gemeente Opmeer, in de Nederlandse provincie Noord-Holland.
Het is gelegen tussen de dorpen Lambertschaag en De Weere. Harderwijk valt formeel onder De Weere. Beide plaatsen waren tot 1979 gelegen in de gemeente Hoogwoud, die toen opging in de gemeente Opmeer.
Dorpen: Aartswoud · De Weere · Hoogwoud · Opmeer · Spanbroek · Wadway (deels)

Woonplaatsen: Gouwe · Zandwerven     
Buurtschappen: Abbekerkeweere · De Kaag · De Kolk · De Snip · Harderwijk · Lagehoek · Langereis (deels) · Paradijs

Noord-Holland: Steden en dorpen in Noord-Holland      Nederland: Provincies · Gemeenten